# Герб Каменска-Уральского
Герб Ка́менска-Ура́льского — опознавательно-правовой знак муниципального образования город Каменск-Уральский Свердловской области Российской Федерации, составленный и употребляемый в соответствии с правилами геральдики, наряду с флагом служащий официальным символом муниципального образования, а также символом единства его населения, прав и процесса местного самоуправления.
Утверждён 7 июля 1999 года как «герб муниципального образования (города) Каменска-Уральского» и зарегистрирован в Регистре официальных символов Свердловской области под номером 3 (по разряду территориальных символов). 11 января 2001 года внесён в Государственный геральдический регистр Российской Федерации с присвоением регистрационного номера 594. Повторно утверждён 28 мая 2008 года как «герб муниципального образования город Каменск-Уральский».
В соответствии с решением Городской Думы Каменска-Уральского от 28 мая 2008 года № 336, допускается воспроизведение герба муниципального образования в двух вариантах — со статусной короной (золотая башенная корона о пяти зубцах) и без короны (в виде одного щита). Оба варианта изображения являются равнозначными, равноценными и равно приемлемыми во всех случаях официального использования.

## Описание и обоснование символики
Геральдическое описание герба (блазон) гласит:
В пересечённом червлёном (красном) и лазоревом (синем, голубом) поле поверх деления — сдвоенный серебряный заполненный червленью, волнистый пояс, сопровождаемый вверху золотой пушкой на таком же лафете, а внизу — дважды продольно разделённым кольцом, снаружи и внутри золотым, а посередине составным золотом и лазоревым, и поверх кольца — тремя серебряными соединёнными в пояс дугообразно расширяющимися книзу брусками, из которых средний окрылён полулётом того же металла; внутри кольца, справа от полулёта, положен золотой безант. Щит увенчан короной установленного образца.Решение Городской Думы города Каменска-Уральского от 28 мая 2008 года  № 336
Герб языком символов и аллегорий отражает социально-экономические, природные и иные местные особенности:
- Серебряный сдвоенный волнистый пояс — символ рек Исети и Каменки, у слияния которых стоит город Каменск-Уральский[6][9].
- Золотая пушка на лафете — символ Каменского казённого чугунолитейного завода, давшего начало городу[6][10].
- Золотое сдвоенное кольцо — условное обозначение трубы (с торца), символ Синарского трубного завода[6][11].
- Серебряные бруски (из которых средний окрылён полулётом[комм. 3]) — условное обозначение слитков алюминия («крылатый металл»), символ Уральского алюминиевого завода (в годы Великой Отечественной войны являлся единственным предприятием в стране по выпуску алюминия)[6][14].
- Золотой безант — условное обозначение среза медной проволоки, символ Каменск-Уральского завода по обработке цветных металлов[6][15].

Вместе поля и фигуры образуют геральдически неделимую композицию, соответствующую единству органов местного самоуправления города Каменска-Уральского.

## История
Возникновению Каменска-Уральского предшествовало обнаружение месторождения железной руды у реки Железенки (Каменки). В 1682 году на этих землях монахами Свято-Успенского Далматовского Исетского мужского монастыря было основано Железенское поселение и налажено железоплавильное производство. Позднее поселение переименовали в Каменскую слободу, а в 1700 году, по указу Петра I, рядом с ней был заложен Каменский чугунолитейный завод, впоследствии ставший основным поставщиком пушек, мортир и ядер для русской императорской армии. В 1701 году завод дал первый на Урале пушечный чугун; в этот же период слобода была преобразована в рабочий посёлок, получивший название Каменский завод (с 1926 года — посёлок Каменск).
В 30—40-е годы XX века появились новые местные предприятия — Синарский трубный и Уральский алюминиевый заводы, металлургический завод, завод по обработке цветных металлов. В 1935 году Каменск получил статус города, а в 1940 году был переименован в Каменск-Уральский и вошёл в состав Свердловской области. В 1995 году было создано муниципальное образование город Каменск-Уральский, наделённое в 2004 году статусом городского округа.

### 1971 год
Первый герб Каменска-Уральского был разработан местным художником Виктором Николаевичем Котельниковым и утверждён исполнительным комитетом городского Совета депутатов трудящихся 17 сентября 1971 года, к 270-летию города. Герб имел следующее описание:
В червлёном щите чёрная окружность с чёрной же точкой внизу. Поверх всего стилизованная серебряная балка с серебряным же крылом. В оконечности щита, отделённой двумя тонкими золотыми поясами, золотая пушка с ядрами, под ней цифры 1701.«Гербы городов России»
В официальном описании герба цвет его щита был обозначен как «оранжево-красный» и символизировал «цвет боксита, из которого получают глинозём, а затем алюминий». Фигуры герба олицетворяли размещённые в городе предприятия чёрной и цветной металлургии: «крылатый» слиток алюминия — Уральский алюминиевый завод; чёрная окружность с чёрной точкой внизу (поперечные сечения трубы и проволоки) — Синарский трубный завод и завод по обработке цветных металлов; пушка и пирамида из трёх пушечных ядер — Каменский казённый чугуноплавильный и железоделательный завод, первым отливший чугун и начавший выпуск пушек на Урале. Последнее из перечисленных предприятий имело собственную «эмблему», предложенную в 1735 году главным командиром уральских заводов В. Н. Татищевым, — астрономический знак планеты Марс (♂), также известный как символ железа. Этот знак изображался на клейме завода, которым клеймилось пушечное литьё, аллегорически характеризуя производство, ориентированное на выпуск военной продукции (в древнеримской мифологии Марс — бог войны). Указанная «эмблема» не вошла в композицию составленного Котельниковым герба, однако впоследствии «знак железа» был использован в символике одного из муниципальных образований Свердловской области — городского округа Ревда.
Наряду с официально принятым гербом Каменска-Уральского существовало несколько не утверждённых вариантов эмблемы города. Один из таких гербовидных символов, получивший распространение на сувенирных значках, представлял собой геральдический щит, в центре которого был изображён наклонённый литейный ковш с выливающимся расплавленным металлом. Определённую известность также получил проект изменения герба 1971 года, составленный в 1991 году авторским коллективом из Каменска-Уральского. Проектный вариант в целом повторял композицию действовавшего на тот момент герба, но отличался от него цветовым и графическим решением. На сайте «Геральдика.ру» данная эмблема ошибочно представлена как официальный герб города.

### 1999 год
В апреле 1997 года началась работа по модификации советского герба Каменска-Уральского. После рассмотрения комиссией по символам Свердловской области проекта изменения городской эмблемы 1971 года, предложенная его разработчиками композиция была «перекомпонована и приведена к установившимся в Российской Федерации геральдическим нормам». Авторами данной адаптации стали члены Уральской геральдической ассоциации Александр Константинович Грефенштейн и Валентин Константинович Кондюрин.
Перед тем как утвердить новый герб, городские власти направили его на экспертизу в Геральдический совет при Президенте Российской Федерации. По воспоминаниям А. К. Грефенштейна, первоначально «специалисты Герольдии категорически отрицали возможность использования в современном гербе пушки», но в ходе дальнейшего обсуждения изменили свою позицию. Благодаря этому «все гербовые фигуры сохранились в неприкосновенности и были официально рекомендованы Герольдией к утверждению».
7 июля 1999 года герб и составленный на его основе флаг были приняты городской Думой в качестве официальных символов муниципального образования (города) Каменска-Уральского и внесены в матрикул Уральской геральдической ассоциации под номерами 010/ТR и 010/ТRV. Согласно утверждённому депутатами Положению о гербе описание последнего гласило:
В пересечённом червлёном (красном) и лазоревом (синем, голубом) поле поверх деления — сдвоенный серебряный заполненный червленью, волнистый пояс, сопровождаемый вверху золотой пушкой на таковом же лафете, а внизу — дважды продольно разделённым кольцом, снаружи и внутри золотым, а посередине составным золотом и лазоревым, и поверх кольца — тремя серебряными соединёнными в пояс дугообразно расширяющимися книзу брусками, из которой средний окрылен полулётом того же металла; внутри кольца справа от полулёта, положен золотой безант.Решение Каменск-Уральской городской Думы от 7 июля 1999 года № 238
Символическое значение сохранённых фигур не изменилось, но получило дополнительную смысловую нагрузку: фигура пушки, перенесённая в первую часть щита (верхнее поле), напоминала о «времени основания города и его роли в военном строительстве тех лет»; помещённая во второй части щита (нижнее поле) производственная эмблема символизировала «образную передачу современного промышленного потенциала города». Волнистые пояса представляли собой условные изображения двух местных рек, одна из которых дала название городу. Червлень трактовалась как «символ трудной, часто кровавой, истории России», а окрашенная соответствующим цветом часть щита — как «эмблематическое изображение краснозёма — сырья для производства алюминия». Лазурь символизировала «мирное, благополучное будущее, и цвет неба, куда поднимается металл, рождённый на земле».
11 января 2001 года, на основании решения Геральдического совета при Президенте РФ, герб и флаг города Каменска-Уральского были зарегистрированы в Государственном геральдическом регистре под номерами 594 и 595. 15 июля того же года, в День города, состоялось церемониальное представление официальных символов муниципального образования, приуроченное к 300-летию Каменска-Уральского. К юбилею города также был изготовлен сувенирный знак с изображением нового герба в полноцветном варианте и надписью: «1701—2001. Каменск-Уральский».
В связи с изменением статуса муниципального образования, решением городской Думы города Каменска-Уральского от
28 мая 2008 года № 336 были внесены поправки в решение от 7 июля 1999 года № 238 и в утверждённые им положения об официальной символике (в частности, разрешалось воспроизведение герба муниципального образования с короной городского округа).